# Sport Clube Santa Cruz (Estância)
El Sport Clube Santa Cruz (Estância) fue un equipo de fútbol de Brasil que jugó en el Campeonato Brasileño de Serie A, la primera división de fútbol en el país.

## Historia
Fue fundado el 30 de mayo de 1930 en el municipio de Estância del estado de Sergipe por Aurélio Rocha, Pompeu Lima, Gervásio Passos, Fernando Mandarino, Lídio Gomes, Carlos Matos, José Souza Valença, Manoel Soares, Raimundo Soares e Edgar Baptista, quienes eran funcionarios de la Fábrica Santa Cruz y en sus primeros años estuvo en las ligas municipales.
En 1947 se afilia a la Federación Sergipana de Deportes, por lo que pudo jugar a nivel profesional. El club tuvo sus mejores años en la década de los años 1950, debutando en el Campeonato del Interior de Sergipe en 1955, y en el Campeonato Sergipano en 1956, año en el que se proclama campeón estatal por primera vez.
Se convirtió en el club más fuerte del interior del estado de Sergipe logrando ganar en cinco ocasiones de manera consecutiva el Campeonato Sergipano, el primer equipo del estado en conseguirlo.
En 1960 participa por primera vez en el Campeonato Brasileño de Serie A, la primera división nacional conocida en ese entonces como Taça Brasil, convirtiéndose en el primer equipo del estado de Sergipe en participar en un torneo a escala nacional y el primero del estado en jugar en la primera división de Brasil, pero fue eliminado en la primera ronda por el EC Bahia del estado de Bahía por diferencia de goles finalizando en el lugar 12 entre 17 equipos.
Luego de ganar su quinto título estatal de manera consecutiva participa por segunda ocasión consecutiva en el Campeonato Brasileño de Serie A, donde vuelve a ser eliminado en primera ronda 2-4 otra vez ante el EC Bahia del estado de Bahía finalizando en último lugar entre 18 equipos. Ese año llega a la final del campeonato Sergipano por sexta ocasión consecutiva pero pierde la final ante el Club Sportivo Sergipe. En 1964 vuelve a ser finalista del Campeonato Sergipano perdiendo nuevamente ante el Club Sportivo Sergipe.
Los siguientes años no fueron del todo positivos para el club, ya que sus participaciones fueron intermitentes y con malos resultados exceptuando la temporada de 1984 en la que terminaron en tercer lugar.
El club desaparece al finalizar la temporada de 1987 luego de quedar en último lugar del Campeonato Sergipano de ese año, aunque todavía funciona en divisiones menores.

## Palmarés
- Campeonato Sergipano: 5

1956, 1957, 1958, 1959, 1960

## Rivalidades
Su mayor rivalidad fue con el Estanciano Esporte Clube con quien jugaba el Clásico de Piauitinga, la cual fue mayor durante los años 1950 en el Campeonato Sergipano.